# Kanton Saint-Louis-3
Der Kanton Saint-Louis-3 war von 1949 bis 2015 ein französischer Wahlkreis im Arrondissement Saint-Pierre des Übersee-Départements Réunion. Er umfasste die Gemeinde Cilaos und einen Teil von Saint-Louis.